# Halowe Mistrzostwa Europy w Lekkoatletyce 1970 – pchnięcie kulą mężczyzn
Pchnięcie kulą mężczyzn – jedna z konkurencji technicznych rozgrywanych podczas halowych lekkoatletycznych mistrzostw Europy w hali Stadthalle w Wiedniu. Rozegrano od razu finał 15 marca 1970. Zwyciężył reprezentant Niemieckiej Republiki Demokratycznej Hartmut Briesenick. Tytułu zdobytego na poprzednich igrzyskach nie bronił Heinfried Birlenbach z Republiki Federalnej Niemiec.

## Rezultaty
Rozegrano od razu finał, w którym wzięło udział 10 miotaczy.

Opracowano na podstawie materiału źródłowego.
| Poz. | Zawodnik                 | Reprezentacja  | Próby | Próby | Próby | Próby | Próby | Próby | Wynik |
| Poz. | Zawodnik                 | Reprezentacja  | 1     | 2     | 3     | 4     | 5     | 6     | Wynik |
| ---- | ------------------------ | -------------- | ----- | ----- | ----- | ----- | ----- | ----- | ----- |
| 01 ! | Hartmut Briesenick       | NRD            | 19,53 | 19,61 | 19,53 | 19,72 | 19,65 | 20,22 | 20,22 |
| 02 ! | Heinz-Joachim Rothenburg | NRD            | x     | 19,50 | x     | 19,17 | 19,65 | 19,70 | 19,70 |
| 03 ! | Pierre Colnard           | Francja        | 18,96 | 18,20 | 18,81 | x     | 18,33 | x     | 18,96 |
| 4.   | Yves Brouzet             | Francja        | 18,34 | x     | 18,29 | 18,87 | 18,10 | x     | 18,87 |
| 5.   | Eduard Guszczin          | ZSRR           | 18,39 | 18,19 | 17,78 | 18,28 | 18,35 | 18,34 | 18,39 |
| 6.   | Thord Carlsson           | Szwecja        | 17,49 | 17,33 | 18,30 | 17,63 | 18,33 | 17,18 | 18,33 |
| 7.   | Ivan Ivančić             | Jugosławia     | 17,22 | 18,15 | x     | x     | 18,00 | x     | 18,15 |
| 8.   | Arnjolt Beer             | Francja        | x     | 17,83 | 18,03 | 17,63 | 17,88 | x     | 18,03 |
| 9.   | Miroslav Janoušek        | Czechosłowacja |       |       |       |       |       |       | 17,78 |
| 10.  | Tahsin Albayrak          | Turcja         |       |       |       |       |       |       | 14,64 |